# 劍橋伯爵
剑桥伯爵的头衔在英格兰历史中曾被数次创建，自1362年起，该头衔就和王室联系密切（另见剑桥公爵，剑桥侯爵）。自1664年起，剑桥伯爵的头衔被剑桥公爵所取代。

## 首次创建（1340 年）
- 第一代剑桥伯爵于利希的威廉（1299-1361）

## 第二次创建（1362 年）
- 第一代约克公爵兰利的埃德蒙（1341-1402）
- 第二代约克公爵诺里奇的爱德华（约 1373-1415）

## 第三次创建（1414 年）
- 第一代剑桥伯爵科尼斯伯勒的理查（1373-1415）
- 第三代约克公爵理查·金雀花（1411-1469）
- 第四代约克公爵爱德华·金雀花（1442-1483）1461 年和王室头衔合并

## 第四次创建（1619 年）
- 第二代汉密尔顿侯爵詹姆士·汉密尔顿（1589-1625）
- 第一代汉密尔顿公爵詹姆士·汉密尔顿（1606-1649）
- 第二代汉密尔顿公爵威廉·汉密尔顿（1616-1651）绝嗣

## 第五次创建（1659 年）
- 格洛斯特公爵亨利·斯图尔特（1640-1660）绝嗣

## 第六次创建（1664 年）
- 剑桥公爵詹姆斯·斯圖亞特（1663-1667）

## 第七次创建（1667 年）
- 剑桥公爵埃德加·斯图尔特（1667-1671）